# Tre piani (romanzo)
Tre piani (in ebraico שלוש קומות‎?, Shalosh komot) è un romanzo del 2015 dello scrittore israeliano Eshkol Nevo, tradotto e pubblicato in Italia nel 2017 per Neri Pozza Editore.
Dal libro è stato tratto l'omonimo film diretto da Nanni Moretti e presentato a Cannes nel 2021.

## Trama
Le tre storie, raccontate in prima persona, sono ambientate in una tranquilla palazzina di tre piani alla periferia di Tel Aviv, dove gli inquilini, appartenenti alla classe medio-alta, stanno attraversando un momento di crisi e di crescente disperazione.

### Primo piano
Arnon, ufficiale in pensione e padre di una bambina di nove anni, in un lungo monologo si sfoga con un vecchio amico scrittore e commilitone, rivelandogli tormenti e segreti. La sua storia trae origine dal sospetto che il marito di una coppia di anziani coinquilini abbia abusato sessualmente della figlioletta. I coinquilini sono molto distinti e istruiti, arrivati in Israele dalla Germania e da tempo sfruttati e sottopagati come baby sitter da Arnon e dalla moglie Ayelet.
Ossessivamente alla ricerca di una conferma, a prescindere dall'evidenza dei fatti, Arnon a causa della sua gelosia per la figlia Ofri entra in conflitto con Ayelet e perde ogni controllo, lasciandosi andare a comportamenti violenti e impulsivi, fra cui il pestaggio dell'anziano vicino inerme, già in fin di vita in ospedale, e il rapporto sessuale consumato con la nipote adolescente di questi, che poi per vendetta minaccia di distruggere il suo matrimonio.

### Secondo piano
Hani, una casalinga con due figli e un marito sempre lontano per lavoro, tanto da venir soprannominata dai vicini "la vedova", vive una vita sempre più arida di affetti e prospettive, e sempre meno ancorata alla realtà. Mette per iscritto tutte le sue ansie in una lettera destinata alla vecchia amica Neta che vive a Middletown, Ohio, nella quale registra le trasformazioni avvenute da quando si è sposata e ha avuto le due figlie, l'isolamento determinato dalla maternità, fino alle più recenti emozioni suscitate dall'irruzione nella sua grigia quotidianità del cognato Evatar, in fuga dai creditori. Il terrore di Hani è quello di non saper più distinguere gli eventi reali da quelli immaginari e di finire con l'impazzire, come era successo a sua madre.

### Terzo piano
Dovra, una giudice in pensione, dopo la morte del marito Michael con il quale ha condiviso un felice e lungo matrimonio, oltre che la professione di magistrato, lascia messaggi vocali sulla segreteria telefonica del congiunto ormai non più in vita, informandolo dei nuovi accadimenti e delle sue decisioni. Si apprende che sta per lasciare la casa per un nuovo appartamento, suggeritole da un uomo conosciuto da poco, e che è in atto il suo sofferto e difficile riavvicinamento con Arad, il figlio della coppia. Dichiarato colpevole di un incidente stradale in cui era rimasta vittima una giovane donna incinta, durante la sua detenzione in carcere Arad aveva deciso di non voler più rivedere i genitori, ritenendoli la causa del suo problematico carattere e della sua cattiva condotta. Dovra, a sua volta, si incolpa di non averlo più cercato, e di aver preferito il rapporto con il marito, il quale, dopo aver tentato per anni, inutilmente, di correggere gli eccessi del figlio e di indirizzarlo sulla retta via, ed essere stato, infine, da questi rabbiosamente malmenato, l'aveva posta di fronte alla scelta di stare con lui o di seguire Arad.
Sola nel suo appartamento, guardando in televisione le proteste contro i prezzi delle case, Dovra, sulla spinta dall'entusiasmo dei giovani, decide di unirsi alle manifestazioni, "convinta dell'importanza dell'esperimento di immaginare una realtà alternativa. Nuova". Racconta al marito quello che sta succedendo nel paese e gli comunica che le decisioni che sta assumendo le stanno ridando il controllo della sua vita.

## Tre piani dell'anima

I vari livelli di cui si compone la personalità secondo la teoria freudiana

I tre monologhi si sviluppano su piani emotivi diversi e rappresentano un'allegoria delle tre componenti della teoria freudiana della personalitàː Es, Io, Super-io.
Una spiegazione del loro significato viene offerta nel racconto Terzo piano narrato dalla giudice Dvora che ha comprato l'opera omnia di Freud al fine di comprendere meglio un sogno fattoː "Al primo piano risiedono tutte le nostre pulsioni e istinti, l'Es. Al piano di mezzo, l'Io, che cerca di conciliare i nostri desideri e la realtà. E al piano più alto, il terzo, abita sua altezza il Super-io. Che ci richiama all'ordine con severità e ci impone di tenere conto dell'effetto delle nostre azioni sulla società."
L'analogia con Freud, e la corrispondenza fra piani condominiali e istanze intrapsichiche perseguita da Nevo, che ritrae la palazzina come un microcosmo dell'anima, viene tuttavia attenuata dall'affermazione del bisogno umano di comunicare, raccontare storie, e dall'importanza assegnata alla necessità letteraria delle confessioni. In uno dei messaggi lasciati sulla segreteria telefonica del defunto marito, dopo aver terminato la lettura di Freud, Dvora mette in luce quello che è a suo parere l'errore commesso dallo psicanalista austriaco:
I "tu" silenziosi a cui i personaggi principali rivolgono le loro confessioni (un amico dell'esercito, un'amica dell'adolescenza, il defunto marito), vengono spesso incalzati dagli interlocutori per avere conferma della loro effettiva capacità di ascolto e di comprensioneː "Mi capisci?", "Puoi capire?", oltre che funzionare da strumenti di autoanalisi e da salvagenti con cui affrontare la realtàː Hani, nella parte finale della lettera destinata all'amica, scrive che non si aspetta davvero una sua rispostaː "Non mi serve un avvocato difensore. E men che meno un inquisitore. Cercavo soltanto una testimone."

## Critica
In un articolo sul New York Times, Ayelet Gundar-Goshen si chiede se la psicologia di questo romanzo non nasconda una dimensione politica, e ipotizza che il condominio rappresenti una metafora della “mentalità d'assedio” in cui gli israeliani vivono, che li porterebbe a difendersi dalle minacce esterne dipingendo se stessi come vittime di vicini malvagiː "l'aggressività dell'in-group è proiettata sul mondo esterno, insieme a ogni responsabilità morale del conflitto."

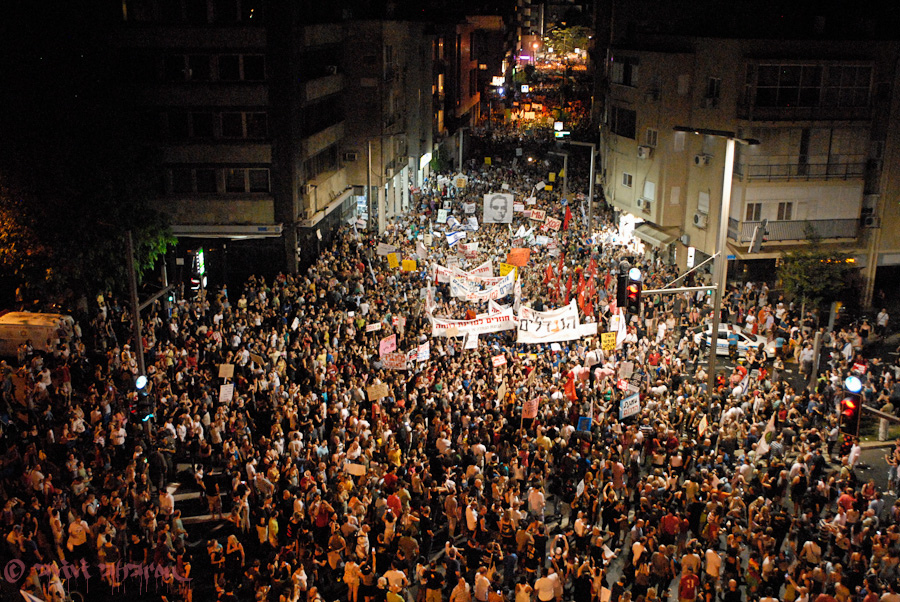
Proteste israeliane contro il costo della vita. Tel Aviv, Agosto 2011

Sulle caratteristiche "israeliane" del romanzo si sofferma anche Marcela Sulak, facendo riferimento alla presenza in Tre piani di istituti e tradizioni peculiari di quel paese, come la leva obbligatoria e universale, i kibbutz, il sistema giudiziario, la forte centralità assegnata alla famiglia, scandagliata negli aspetti oscuri della genitorialità, così come l'evocazione di eventi storiciː la Prima intifada o le proteste a Tel Aviv nel 2011.
Rachel S. Harris sottolinea l'importanza del personaggio della giudice che partecipa proprio alla protesta delle tende in Rothschild Boulevard e si impegna come consulente legale dei manifestanti, come segno di risveglio e simbolo di quella nuova generazione di israeliani istruiti, che hanno viaggiato, che non rifiutano la realtà, non vogliono vivere in una bolla isolata di individualismo e si battono per un cambiamento delle condizioni materiali della società.
Altre recensioni mettono in rilievo la capacità di Nevo, attraverso le storie proposte in Tre Piani, di esplorare il tessuto sociale e culturale del suo paese, e di rappresentare, attraverso le vite dei tre inquilini, un ritratto ampio e complesso della società israeliana.